# Commission des sciences et des arts
Commission des sciences et des arts  war eine Expertengruppe, welche Napoleon Bonaparte im Auftrag des Direktoriums mit Wirkung vom 16. März 1798 ins Leben rief. 
Diese Kommission bestand aus 167 Fachleuten aus allen möglichen Bereichen (Wissenschaftler, Künstler, Ingenieure, Schriftsteller etc.) und sollte Napoleon auf dessen ägyptischer Expedition begleiten. Bis auf sechzehn reisten alle mit nach Ägypten und waren dann auch an der Entstehung der Description de l’Égypte beteiligt. 
Jeder dieser Fachleute hatte einen detaillierten Auftrag und war ziemlich frei in dessen Ausführung. Verwaltungstechnisch war diese „Commission“ eher ein „Corps“ und wurde als fest integrierter Teil der französischen Invasionsarmee geführt. 
Einige dieser Wissenschaftler wurden später auch Mitglieder des Institut d’Égypte in Kairo. 

## Mitglieder (Auswahl)
| - Bertrand Alibert (1775–1808) - Antoine-Vincent Arnault (1766–1834) - Pierre Arnollet (1776–1857) - Charles-Louis Balzac (1752–1820) - Jacques Barraband (1768–1809) - Pierre Joseph Beauchamp (1752–1801) - Claude-Louis Berthollet (1748–1822) - Julien Bessières (1777–1840) - Louis-Victor Bodard (1765–1799) - Pierre François Xavier Bouchard (1771–1822) - Damien Bracevich († 1830) - Jean-Jacques Castex (1731–1822) - Gaspard de Chabrol (1773–1843) - Hyppolyte-Victor Collet-Descotils (1773–1815) - Nicolas-Jacques Conté (1755–1805) - Ernest Coquebert de Montbret (1780–1801) - Louis-Alexandre Olivier de Corancez (1770–1832) - Louis Cordier (1777–1861) - Jean Marie Joseph Coutelle (1748–1835) - Jacques-Denise Delaporte (1777–1861) - Dominique-Vivant Denon (1747–1825) - Déodat Gratet de Dolomieu (1750–1801) - René-Nicolas Dufriche Desgenettes (1762–1837) | - Joseph Fourier (1768–1830) - Étienne Geoffroy Saint-Hilaire (1772–1844) - Pierre-Simon Girard (1765–1836) - Alexis Gloutier (1758–1800) - Pierre Jacotin (1765–1827) - Pierre Amédée Jaubert (1779–1847) - Edmé François Jomard (1777–1862) - Marie Jules César le Lorgne de Savigny (1777–1851) - Jean-Baptiste Lepère (1761–1844) - Gratien Le Père (1769–1826) - Jacques-Marie Le Père (1763–1841) - Louis Malus (1755–1812) - Gaspard Monge (1746–1818) - François-Auguste Parseval-Grandmaison (1759–1834) - François Pouqueville (1770–1838) - Jean Constantin Protain (1769–1837) - Alire Raffeneau-Delile (1778–1850) - Michel Louis Étienne Regnaud de Saint-Jean d’Angély (1762–1819) - Henri-Jean Rigel (1772–1852) - Michel Rigo (1770–1815) - Étienne Geoffroy Saint-Hilaire (1772–1844) - Jean Lambert Tallien (1767–1820) - Guillaume André Villoteau (1759–1839) |